# 大橋典男
大橋 典男（おおはし のりお、1958年7月 - ）は、日本の生物学者（微生物学）。学位は博士（薬学）（東京大学・1992年）。静岡県立大学食品栄養科学部教授・大学院食品栄養環境科学研究院教授。
新潟薬科大学薬学部助手、オハイオ州立大学獣医学部研究員、静岡県立大学環境科学研究所教授などを歴任した。

## 概要
新潟薬科大学薬学部薬学科を卒業し、金沢大学大学院薬学研究科にて修士課程を修了する。
新潟薬科大学に採用され薬学部助手として勤務し、その間、一時、東京大学医科学研究所客員研究員を務めている。その後アメリカ合衆国に渡りオハイオ州立大学獣医学部にて研究員となり、後に助教授となる。帰国後は静岡県立大学にて環境科学研究所・大学院生活健康科学研究科環境物質科学専攻にて助教授となり、その後、教授に昇任した。2008年、環境科学研究所から食品栄養科学部食品生命科学科に異動した。

## 研究
微生物学を専門としており、生活健康科学研究科環境物質科学専攻の環境衛生大講座と環境科学研究所の生態影響部門にて「環境微生物学研究室」を主宰している。節足動物門や脊索動物門脊椎動物亜門哺乳綱に属す動物の体内に潜伏する微生物や、それらが引き起こす感染症、新興感染症等について研究している。21世紀COEプログラムに採用された「先導的健康長寿学術研究推進拠点」とグローバルCOEプログラムに採用された「健康長寿科学教育研究の戦略的新展開」の双方で、感染症と生活習慣病との関連を研究しており、COE拠点運営委員を担当している。研究の成果はアメリカ微生物学会発行のInfection and Immunityやアメリカ生化学・分子生物学会発行のJournal of Biological Chemistry誌上に発表されている。

## 略歴
- 1958年 誕生
- 1981年 新潟薬科大学薬学部卒業
- 1984年 金沢大学大学院薬学研究科修士課程修了
- 1984年 新潟薬科大学薬学部助手
- 1989年 東京大学医科学研究所客員研究員
- 1992年 東京大学博士号取得
- 1997年 オハイオ州立大学獣医学部研究員
- 1997年 オハイオ州立大学獣医学部助教授
- 2002年 静岡県立大学環境科学研究所助教授
- 2002年 静岡県立大学大学院生活健康科学研究科助教授
- 2006年 静岡県立大学環境科学研究所教授
- 2006年 静岡県立大学大学院生活健康科学研究科教授
- 2008年 静岡県立大学食品栄養科学部教授

## 関連人物
- 内藤博敬